# Walther Penck
Walther Penck   (Viena, 30 d'agost de 1888 - Stuttgart, 29 de setembre de 1923), fill del geògraf Albrecht Penck, que va ser el primer a proposar la construcció d'una carta mundial en escala un milió (un mil·límetre equivalent a un quilòmetre).
Entre 1912 i 1914 va treballar a l'Argentina com a geòleg, i és famós per les seves contribucions en el camp de la geomorfologia. En particular, va posar en dubte elements clau del cicle davisià d'erosió, concloent-hi que el procés d'aixecament i denudació ocorren simultàniament, a un ritme gradual i continu. Va morir a Stuttgart, Alemanya.

## Obra
- Die morphologische Analyse: ein Kapitel der physikalischen Geologie. Engelhorn, Stuttgart 1924
- Durch Sandwüsten auf Sechstausender. Ein Deutscher auf Kundfahrt. Engelhorn, Stuttgart 1933
- Puna de Atacama. Engelhorn, Stuttgart 1933

## Honors

### Epònims
A l'Argentina hi ha una muntanya andina amb el seu nom: Walther Penck.